# 実効支配力
実効支配力（じっこうしはいりょく）とは、形式的なものではなく、実際・実質的に支配する力をさす。

## 領土・国家統治関連
領土境界線を巡る2国間での紛争地域を片方の国が実際には統治をしている事が多く、例えば北方領土においてはロシアが実効支配力を持つ。またロシアによるクリミアの併合後のクリミア半島もロシアが実効支配力を持つ。

## 会計関連
企業会計において、ある企業が子会社を連結決算に組み込むかどうかは、議決権の過半数の保有や資金援助、役員の派遣等を通じて子会社へ実効支配力（実質支配力とも言う）を行使できるかによって決まる。
詳細な基準等は連結子会社が詳しいので、こちらも参照のこと。

## その他
例えば男性が車を購入する際、彼女の意見によって車種が左右されるケースは、車を買うのは男性だが、車種の決定権などの実効支配力は彼女が持っていることになる。